# Franz Hampl
Franz Hampl, né le 8 décembre 1910 à Bozen (Bolzano) et mort le 30 octobre 2000 à Innsbruck, est un historien autrichien, spécialiste de l'Antiquité.

## Biographie
Hampl reçoit sa promotion en 1934 de l'université de Leipzig, où il étudie auprès d'Helmut Berve. Sa thèse porte sur Le Roi de Macédoine. Trois ans plus tard, il reçoit son habilitation de cette même université après une thèse sur les traités d'État grecs au IVe siècle av. J.-C. Au début de la Seconde Guerre mondiale, Hampl est enrôlé comme simple soldat. Il ne peut donc continuer à travailler à l'université de Giessen, comme il était prévu, mais il parvient tout de même malgré son service à poursuivre certains travaux par lui-même.
l'université de Giessen est fermée en 1945 et Hampl se trouve sans emploi après la guerre. Il devient en 1946 professeur ordinaire de la nouvelle université de Mayence ouverte cette année-là. En 1947, il est nommé professeur d'histoire antique à l'université d'Innsbruck. Il demeure à ce poste jusqu'à sa retraite (professeur émérite) en 1978. Reinhold Bichler lui succède. 
Le professeur Hampl s'est surtout intéressé à l'histoire romaine et à l'histoire du royaume de Macédoine, au droit antique, à l'histoire religieuse, à la mythologie, à l'historiographie ancienne et moderne, ainsi qu'à la théorie de l'histoire et des liens interculturels de l'Antiquité. 

## Source
- (de) Cet article est partiellement ou en totalité issu de l’article de Wikipédia en allemand intitulé « Franz Hampl » (voir la liste des auteurs).